# Theridion musivivoides
Theridion musivivoides là một loài nhện trong họ Theridiidae.
Loài này thuộc chi Theridion. Theridion musivivoides được miêu tả năm 1995 bởi Joachim Schmidt & Otto Krause.